# Chlormethylethylether
Chlormethylethylether ist eine chemische Verbindung aus der Gruppe der Chloralkylether.

## Gewinnung und Darstellung
Zur großtechnischen Herstellung von Chlormethylethylether setzt man ein Gemisch von Ethanol und Formaldehyd-Lösung mit Salzsäure bei Temperaturen von 0–30 °C in Rührkesselreaktoren um.
Das eingesetzte Ethanol kann entweder wasserfreies oder technisches Ethanol sein. Formaldehyd wird als wässrige Lösung (Formalin) oder in Form des Paraformaldehyds eingesetzt. Bei diesem Prozess werden Ausbeuten von etwa 90–97 % erreicht.

## Eigenschaften
Chlormethylethylether ist eine farblose Flüssigkeit.

## Verwendung
Chlormethylethylether kann als Ausgangsstoff zur Herstellung anderer chemischer Verbindungen (z. B. Acetochlor) verwendet.